# Statenverkiezingen Aruba 2001
Op 28 september 2001 vonden in Aruba verkiezingen plaats voor de Staten van Aruba. Deze verkiezingen waren periodieke verkiezingen, die gehouden werden voor 21 zetels in de Staten. De zittingstermijn bedroeg vier jaar.

## Partijen en uitslag
| Lijst | Partij  | Lijsttrekker    |
| ----- | ------- | --------------- |
| 1     | MEP     | Nelson Oduber   |
| 2     | PPA     | Benny Nisbet    |
| 3     | CLA     | Mariano Blume   |
| 4     | AVP     | Robertico Croes |
| 5     | OLA     | Glenbert Croes  |
| 6     | ADN     | Charro Kelly    |
| 7     | ALIANSA | Robert Wever    |

De uitslag van deze verkiezingen was als volgt:
| Partij                                          | Stemmen | %     | Zetels | +/– |
| ----------------------------------------------- | ------- | ----- | ------ | --- |
| Movimiento Electoral di Pueblo                  | 25.172  | 52,48 | 12     | +3  |
| Arubaanse Volkspartij                           | 12.749  | 26,58 | 6      | -4  |
| Partido Patriotico Arubano                      | 4.598   | 9,59  | 2      | +2  |
| Organisacion Liberal Arubano                    | 2.713   | 5,66  | 1      | -1  |
| Aliansa Democratico Arubano                     | 1.666   | 3,47  | 0      | -   |
| Conscientisacion pa Liberacion di Aruba         | 540     | 1,13  | 0      | -   |
| Accion Democratico Nacional                     | 531     | 1,11  | 0      | 0   |
| Uitgebrachte geldige stemmen                    | 47.969  | 100   | 21     | 0   |
| ongeldig/blanco                                 | 596     | 1,05  |        |     |
| Aantal uitgebrachte stemmen / opkomstpercentage | 48.565  | 85,77 |        |     |
| niet opgekomen                                  | 8.052   | 14,22 |        |     |
| Aantal kiesgerechtigden                         | 56.617  |       |        |     |

Na de verkiezingen formeerde MEP het kabinet-Oduber III.